# Entomobirnavirus

Genomkarte der Gattung Entomobirnavirus

Die Gattung Entomobirnavirus umfasst (mit Stand Januar 2022) zwei vom International Committee on Taxonomy of Viruses (ICTV) bestätigte Virusspezies aus der Familie Birnaviridae, das Drosophila-X-Virus (wissenschaftlich Drosophila X virus, DXV) und das Moskito-X-Virus (wiss. Mosquito X virus, MXV).
Die unbehüllten Virusteilchen (Virionen) des DXV sind 60 nm im Durchmesser groß und zeigen eine ikosaedrische Symmetrie mit einer Triangulationszahl von T=13. Das Genom ist in zwei Segmente einer doppelsträngigen RNA geteilt (bipartit): Das Segment A hat eine Größe von 3360 bp, das Segment B von 3243 bp. Das DXV infiziert die Fruchtfliege Drosophila melanogaster. Es hat im Zusammenhang mit der Erforschung des angeborenen Immunsystems bei Insekten eine große Bedeutung.

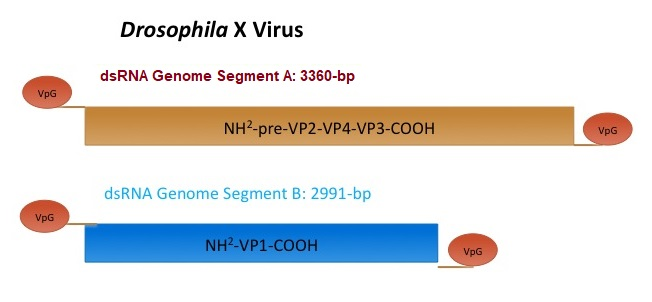
Genomkarte von DXV mit den beiden Segmentaen A und B.

Das National Center for Biotechnology Information (NCBI) führt (mit Stand Januar 2022) neben diesen offiziell bestätigten Spezies der Gattung noch als vorschlagsmäßige Kandidaten die beiden Spezies Tetranychus urticae-associated entomobirnavirus (Bohnenspinnmilben-assoziiertes Entomobirnavirus) und Port Bolivar virus auf.